# 알렉산데르 탄스만

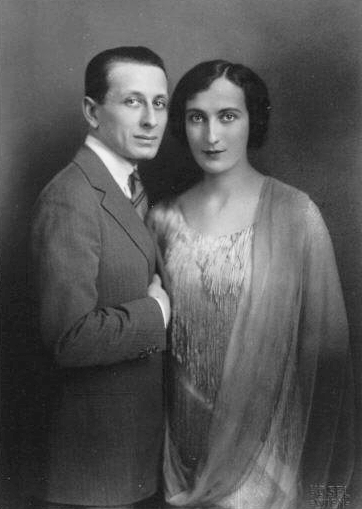

알렉산데르 탄스만(폴란드어: Aleksander Tansman, 1897년 6월 12일~1986년 11월 15일)는 폴란드 태생으로 1938년에 프랑스로 귀화한 피아니스트 겸업의 작곡가이다. 1920년대의 초엽부터 파리를 근거로 활약했으며 제2차 세계 대전 중에는 미국에 있었으나 전후 다시 파리로 돌아왔다. 그의 작풍은 절충주의 성향을 띤다. 작품으로는 9개의 교향곡, 8개의 현악 사중주, 7개의 오페라, 10개의 발레를 비롯한 다수의 관현악곡·협주곡·실내악곡·독주곡·가곡·합창곡 등이 있다. 작곡가 장 크라즈(프랑스어: Jean Cras)는 그의 장인이다.